# SkCUBE
skCUBE — первый словацкий искусственный спутник Земли. Аппарат был запущен 23 июня 2017 года из космического центра имени Сатиша Дхавана с помощью ракеты-носителя PSLV и служит для исследования ионосферных вспышек, съёмки Земли и отработки новых технологий на базе платформы наноспутников CubeSat.

## История
Проект спутника был начат в 2011 году. В его производстве участвовало несколько словацких институтов:Словацкий технический университет в Братиславе, Технический университет в Кошице, Жилинский университет.
Спутник планировали запустить из США с помощью компании SpaceX Falcon 9 весной 2016 года. Из-за многочисленных задержек было принято решение запустить спутник из Индии, по контракту с компанией ISIS в качестве дополнительной полезной нагрузки. Вместе с skCUBE суммарно было запущено ещё 29 спутников.
После старта аппарат вышел на расчётную Солнечно-синхронную орбиту высотой 515 км. Практически сразу спутник стал передавать данные.
Через 15 дней, 8 июля, произошёл сбой компьютера, который привёл к потере контакта с модулем связи. Предположительно это было вызвано космическим излучением. Получение данных от экспериментов по изучению распространения радиоволн и съёмки Земли стали невозможными. Однако, основные системы продолжали работать, что позволило провести несколько экспериментов.
13 января 2019 года радиосвязь со спутником была потеряна. Вероятно, сбой возник при пересечении южноатлантической аномалии, в которой спутник подвергся воздействию космического излучения и перегрелся. Аппарат должен в течение ещё 5 лет находиться на орбите после чего войдёт в атмосферу Земли и сгорит в плотных слоях.
Аппарат подвергся резкой критике со стороны учёных и журналистов. Недовольство вызывали способ финансирования проекта без тендеров и спорная, переувеличенная значимость.

## Конструкция
Спутник представляет собой типичный аппарат на платформе 1U CubeSat кубической формы с гранью 10 см и массой 1 кг. Вдоль корпуса располагались солнечные батареи, обеспечивающие электропитания.
Ориентация проводилась с помощью электромагнитов, взаимодействующих с магнитным полем Земли, гироскопов и инфракрасным вертикалом — камерой 16х4 пикселя, которая определяла положения горизонта по разнице температур. Для сохранения информации использовалась флеш-память
В качестве полезной нагрузки был установлен VLF детектор, камера для съёмок Земли и ретранслятор для проведения экспериментов по передачи данных
- VLF детектор предназначен для регистрации радиоволн 3-30 кГц с целью изучения явлений в верхних слоях атмосферы и ионосферы Земли, в частности для наблюдения ионосферных явлений: молнии, спрайты, эльфы и др. Детектор состоит из катушки с 1000 витками с воздушной сердцевиной почти квадратной формы[11].
- Камера имеет фотоматрицу 750х480 пикселей, угол обзора 60° и может делать изображения в видимом и инфракрасном диапазонах.
- ретранслятор использовался для проведения технического эксперимента по проверке систем трансляции на высокой скорости и в радиолюбительских целях. Он предавал на частоте 437,1 МГц со скоростью 9600 бит/с азбукой Морзе команды телеметрии и на частоте 2,4 ГГц с высокой скоростью 40 — 240 кбит/с цифровые изображения. Мощность передатчиков 1 Вт и 0,4 Вт соответственно[12]. Раскрытие антенн эксперимента осуществлялось перерезанием пиропатроном[13].